# Let Her Burn
Let Her Burn es el álbum de estudio debut de la cantante estadounidense Rebecca Black, autoeditado el 9 de febrero de 2023. Aunque Black se había hecho conocida más de una década antes a través de su video sencillo viral de 2011, "Friday", y desde entonces ha lanzado varios otros sencillos y EP, Let Her Burn es su primer álbum de larga duración. Varios sitios web incluyeron el álbum en sus listas de los álbumes más esperados del año, y fue precedido por tres sencillos: "Crumbs", "Look at You" y "Sick to My Stomach".

## Antecedentes y promoción
Black se hizo conocida a la edad de trece años cuando el vídeo musical de su sencillo "Friday" de 2011 se volvió viral en YouTube y otros sitios de redes sociales. En VidCon 2015, Black reveló que había estado trabajando en un álbum que esperaba lanzar a finales de 2015.  Sin embargo, no se lanzó ningún álbum ni nuevas canciones originales. En cambio, Black lanzó su primer EP, RE / BL, en septiembre de 2017, y un segundo, Rebecca Black Was Here, en junio de 2021.
El 10 de noviembre de 2022, Black finalmente anunció su primer álbum de larga duración verdadero, finalmente lanzado a principios de 2023.  Clash señaló que el álbum "se basa en una base de sencillos que han iluminado Internet", y que "Rebecca Black combina un lirismo magnífico que se muestra en 360 grados con una composición impecable".  La propia Black dijo al lanzar el primer sencillo del álbum: "Al entrar en este nuevo momento, quería explorar la vulnerabilidad que he sentido al encontrar el equilibrio con la sumisión, el dominio y la sexualidad. He tenido que sumergirme en mi propio cuerpo para sentir los sentimientos profundamente poderosos pero también peligrosos de renunciar al control". Ella afirmó con el lanzamiento del segundo sencillo que "un tema bastante conmovedor de mi próximo álbum es la percepción de uno mismo y cómo la interpretación contiene múltiples partes de mi vida". 

### Inclusión en listas de "álbumes más esperados"
Varios críticos incluyeron el álbum en sus listas de los álbumes más esperados del año. Queerty incluyó el álbum como uno de los cinco "álbumes queer más esperados de 2023",  y Them lo nombró como uno de los "11 álbumes de músicos LGBTQ+ que estamos emocionados de escuchar en 2023". PopSugar lo incluyó en sus "33 álbumes más esperados de 2023", afirmando que Black, después de haber "creado un momento viral en YouTube en 2011, planea mostrar su rango vocal por primera vez en más de una década con el lanzamiento. de su álbum debut".

## Gira

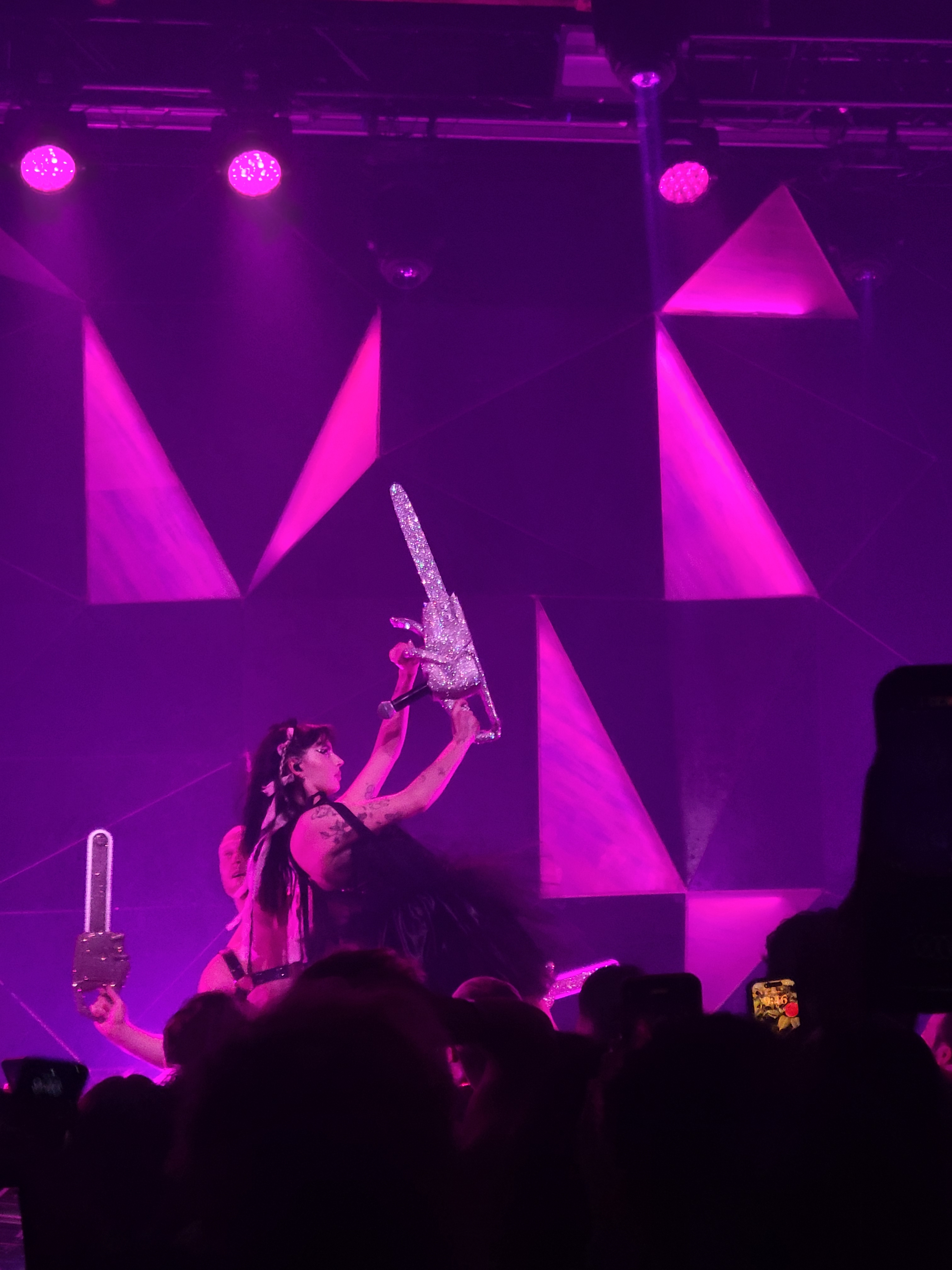
Black empuñando una motosierra con incrustaciones de diamantes de imitación mientras actuaba en Elsewhere in Brooklyn en su gira Let Her Burn de 2023.

En diciembre de 2022, Black también anunció su "Let Her Burn Tour" en apoyo del álbum, que comenzará en Dublín , Irlanda, el 4 de febrero y continuará con cinco shows en el Reino Unido.  Al mes siguiente, anunció once fechas de gira por América del Norte, que se realizarán en mayo. Out nombró la gira de Black como una de sus "5 giras de músicos LGBTQ+ que nos morimos por ir a ver",  y el Manchester Evening News destacó la aparición de Black en la gira del 7 de febrero en Gorilla como uno de sus "conciertos que Lo haremos en febrero de 2023".  
Black publicó la lista de canciones para el álbum el 18 de enero de 2023.  Su primera aparición en una gira por Estados Unidos en Boston recibió críticas positivas, con escritura melódica :

Rebecca vino a arrasar en una de las mejores entradas al escenario que hemos visto hasta la fecha. ... La energía estuvo alta toda la noche y Rebecca sabe cómo montar un espectáculo espectacular. Desde sus fabulosos bailarines y sus cambios de vestuario y coreografía, hasta el diseño de iluminación e incluso cuando sacó una motosierra gigante y deslumbrante que también servía como soporte para micrófono, seguramente fue una noche para recordar.

El 1 de junio de 2023, se anunció que Black también actuaría como uno de los actos de apertura de Blackpink , junto con Sabrina Carpenter, The Rose, Caity Baser y otros, en British Summer Time en Hyde Park, Londres. También se anunció el mismo día que Black actuaría en el Festival Ladyland en Brooklyn , encabezado por Honey Dijon y Peaches. 

## Portada y fecha de lanzamiento
Black publicó la portada del álbum el 6 de enero de 2023, momento en el que NME, Uproxx y otras fuentes informaron que el álbum se lanzaría el 9 de febrero.  

## Sencillos
El primer sencillo lanzado del álbum, "Crumbs", debutó con un vídeo musical en noviembre de 2022, en el que Black aparece como forense y realiza una autopsia de su propio cuerpo.PopSugar describió la pista como "un baile sensual",  y BrooklynVegan la describió como "una pista electropop hipnótica",  mientras que la reseña de Paper de la canción decía "un baile embriagador". El ritmo fluye y refluye con el sensual susurro de Black, avanzando poco a poco hacia un gemido mientras explora sus deseos carnales más profundos. Las fallas electrónicas tartamudeantes y los sintetizadores disonantes marcan el comienzo de un sonido listo para el club para Black, perfecto para Pride 2023 ".  Ellos revisaron la canción como "un tema pop serio" y "una pista lista para la pista de baile que muestra a Black en su forma más seductora", y declararon que "anuncia a Black como un artista pop en ascenso". 
Black estrenó el segundo sencillo del álbum, "Look at You", con el guitarrista Bonavega, el 7 de diciembre de 2022.  Black describió la canción como sobre ver a un amigo cercano vacilar y luchar, y describió el video como una continuación del vídeo de "Crumbs".  La canción fue descrita por Clash , que la consideró "una declaración valiente" como "sombría y abatida", en contraste con el "verdadero thriller" de "Crumbs". Billboard dijo que la canción "les da a los fans una idea clara de qué esperar de su próximo álbum debut", y concluyó que "los riffs eléctricos ayudan a que la voz delicada y aireada de Black llegue a casa".

## Lista de canciones
La lista de canciones se publicó el 18 de enero de 2023.
Lista de canciones de Let Her Burn
| N.º   | Título                        | Duración |  |
| 1.    | «Erase You»                   | 3:17     |  |
| 2.    | «Destroy Me»                  | 3:02     |  |
| 3.    | «Misery Loves Company»        | 2:49     |  |
| 4.    | «Crumbs»                      | 3:13     |  |
| 5.    | «Doe Eyed»                    | 2:35     |  |
| 6.    | «Sick to My Stomach»          | 4:14     |  |
| 7.    | «What Am I Gonna Do with You» | 2:38     |  |
| 8.    | «Cry Hard Enough»             | 2:49     |  |
| 9.    | «Look at You»                 | 2:44     |  |
| 10.   | «Performer»                   | 3:14     |  |
| 30:35 |                               |          |  |